# Котляр Григорій Кирилович
Григорій Кирилович Котля́р (нар. 18 січня 1909, Київ — пом. 17 листопада 1975, Київ) — український радянський живописець; член Спілки радянських художників України з 1944 року.

## З біографії
Народився 5 [18] січня 1909 року в місті Києві (нині Україна). 1941 року закінчив Київський художній інститут, де навчався зокрема у Олексія Шовкуненка, Костянтина Єлеви, Івана Їжакевича.
Жив у Києві, в будинку на провулку Івана Мар'яненка № 14, квартира № 25. Помер у Києві 17 листопада 1975 року.

## Творчість
Працював у галузі станкового живопису. У реалістичному стилі створював портрети, пейзажі, тематичні картини. Серед робіт:
- «Площа Богдана Хмельницького» (1944);
- «Зенітна батарея на Володимирській гірці» (1945);
- «Герой Радянського Союзу Юрій Збанацький» (1945);
- «Троянди» (1945);
- «Арешт Тимчасового уряду» (1947);
- «Кримський мотив» (1956);
- «Гурзуф. Скелі» (1958);
- «У парку» (1958);
- «Парк імені Ватутіна» (1962);
- «Берег бухти» (1964);
- «Ленін за роботою» (1968);
- «Тарас Шевченко» (1968);
- «Іван Франко» (1969);
- «Іван Черняховський» (1969);
- «Павло Постишев» (1971).

Брав участь у республіканських виставках з 1945 року.